# Sam Lee
Sam Lee Chan-sam (cinese tradizionale: 李燦森; cinese semplificato: 李灿森; pinyin: Lǐ Cànchēn; jyutping: Lei5 Caan3-sam1; Hong Kong, 27 settembre 1975) è un attore, cantante e rapper cinese di Hong Kong.

## Biografia
Scoperto nel 1997 dal regista Fruit Chan, Sam Lee ha debuttato nel film Made in Hong Kong, grazie al quale ha vinto anche il premio come "Miglior Esordiente" agli Hong Kong Film Awards dell'anno successivo. Dall'anno del suo debutto, ha ottenuto un gran numero di ruoli cinematografici, arrivando ad apparire in 13 film in un solo anno (il 1999) tra ruoli principali e secondari. Oltre ai film in patria, è apparso anche in due film prodotti in Giappone, Ping Pong e No Problem 2, entrambi del 2002.
Lee ha interpretato anche un numero minore di ruoli televisivi, tra cui quello di Sha Jang nella serie di Hong Kong The Monkey King: Quest for the Sutra (2002).
Oltre alla carriera nella recitazione, Sam Lee canta anche occasionalmente nella crew hip hop di Hong Kong Lazy Mutha Fucka (LMF), in qualità di rapper e con lo pseudonimo di DJ Becareful.

## Filmografia
- Made in Hong Kong (1997)
- Nude Fear (1998)
- Beast Cops (1998)
- Bio Zombie (1998)
- Young and Dangerous: The Prequel (1998)
- A True Mob Story (1998)
- The Longest Summer (1998)
- Afraid of Nothing, The Jobless King (1999)
- When I Look Upon the Stars (1999)
- In fuga per Hong Kong (1999, cammeo)
- Trust Me U Die (1999)
- Believe It or Not (1999)
- The King of Debt Collecting Agent (1999)
- Moonlight Express (1999, cammeo)
- Rules of the Game (1999)
- Gen-X Cops (1999)
- A Man Called Hero (1999)
- Metade Fumaca (1999)
- The Untold Story 3 (1999)
- Heaven of Hope (1999)
- Wan Chai Express (1999)
- Rave Fever (1999)
- Life (2000)
- Phantom Call (2000)
- True Love (2000)
- Fist Power (2000)
- A War Named Desire (2000)
- Bio-Cops (2000)
- Skyline Cruisers (2000)
- Gen-Y Cops (2000)
- Scaremonger (2001)
- Horror Hotline... Big Head Monster (2001)
- Final Romance (2001)
- Visible Secret (2001)
- Fing's Raver (2001)
- A Gambler's Story (2001)
- 2002 (2001)
- Color of Pain (2002)
- U-Man (2002)
- The Stewardess (2002)
- Devil Face Angel Heart (2002)
- Public Toilet (Hwajangshil eodieyo?), regia di Fruit Chan (2002)
- No Problem 2 (Giappone, 2002)
- Just One Look (2002)
- Ping Pong (Giappone, 2002)
- Possessed (2002)
- Deals with the Dark (2002)
- Troublesome Night 17 (2002)
- Love is Over (2003)
- The Trouble-Makers (2003)
- I want to get married (2003)
- Fate Fighter (2003)
- Dream and Desire (2003)
- We're Not The Worst (2003)
- Public Toilet (2003)
- Dragon Loaded 2003 (2003)
- Fatal Training Course (2003)
- A Wedding or a Funeral (2004)
- Enter the Phoenix (2004, cammeo)
- Osaka Wrestling Restaurant (2004)
- One Nite in Mongkok (2004)
- Super Model (2004)
- Gun Affinity (2004)
- Instant Marriage (2004)
- The Key to Destiny (2004)
- My Sweetie (2004, cammeo)
- Crazy N' The City (2005)
- Divergence (2005)
- Demonic Flash (2005)
- Dragon Reloaded (2005)
- b420 (2005)
- Feel It Say It... (2006)
- Dog Bite Dog (2006)
- Half Twin (2006)
- Two Stupid Eggs (2007)
- House of Mahjong (2007)
- Twins Mission (2007)
- Undercover (2007)
- The Longest Night in Shanghai (2007)
- Invisible Target (2007)
- The Fatality (2008)
- Sasori (2008)
- Scare 2 Die (2008)
- The Vampire Who Admires Me (2008)
- Coweb (2009)
- 72 Tenants of Prosperity (2010)
- The Loan Shark (2011)
- The Incredible Truth (2013)
- Cold Pupil (2013)
- Man of Tai Chi (2013)
- The Constable (2013)
- Hello Babies (2014)
- The Midnight After (2014)
- Golden Brother (2014)
- Hustle (2015)

### Televisione
- Law 2002 (2002)
- The Monkey King: Quest for the Sutra (2002)
- Chinese Paladin (2005)
- Ghetto Justice (2011)
- Ghetto Justice II (2012)
- OCTB (2017)

## Premi e riconoscimenti
| Anno | Premio                     | Categoria                       | Film               | Risultato       |
| ---- | -------------------------- | ------------------------------- | ------------------ | --------------- |
| 1998 | 17º Hong Kong Film Awards  | Miglior Esordiente              | Made in Hong Kong  | Vincitore/trice |
| 1998 | 34º Golden Horse Awards    | Miglior Attore                  | Made in Hong Kong  | Candidato/a     |
| 1999 | 18º Hong Kong Film Awards  | Miglior Attore non Protagonista | The Longest Summer | Candidato/a     |
| 2006 | 43º Golden Horse Awards    | Miglior Attore                  | Dog Bite Dog       | Candidato/a     |
| 2011 | 45º TVB Anniversary Awards | Miglior Attore non Protagonista | Ghetto Justice     | Candidato/a     |